# Rumuńska Liga Koszykówki Kobiet
Rumuńska Liga Koszykówki Kobiet (rum. Liga Națională - baschet feminin, wcześnie Divizia A) – najwyższa klasa żeńskich rozgrywek koszykarskich w Rumunii, powstała w 1950.
W 2013 mistrzynie Rumuni po raz pierwszy od 1997 wystąpiły w rozgrywkach Euroligi.

## Finalistki
| Sezon     | złoto                         | Wynik | srebro                        | brąz                                   |
| --------- | ----------------------------- | ----- | ----------------------------- | -------------------------------------- |
| 2005/2006 | ICIM Arad                     | 3–1   | Biandra Târgoviște            | Olimpia Bukareszt                      |
| 2006/2007 | CSM Târgoviște                |       |                               |                                        |
| 2007/2008 | ICIM Arad                     | bd    | ASC Sepsi SIC Sfantu Gheorghe | Sportul Studentesc Omnilogic Bukareszt |
| 2008/2009 | CSM Târgoviște                | 3–0   | ASC Sepsi SIC Sfantu Gheorghe |                                        |
| 2009/2010 | CSM Târgoviște                | 3–0   | ICIM Arad                     |                                        |
| 2010/2011 | ICIM Arad                     | 3–1   | CS Minicipal Satu Mare        |                                        |
| 2011/2012 | CSM Târgoviște                | 3–0   | CS Minicipal Satu Mare        |                                        |
| 2012/2013 | ICIM Arad                     | 3–2   | CSM Târgoviște                |                                        |
| 2013/2014 | CSM Târgoviște                | 3–1   | ICIM Arad                     |                                        |
| 2014/2015 | CSM Târgoviște                | 3–2   | ASC Sepsi SIC Sfantu Gheorghe |                                        |
| 2015/2016 | ASC Sepsi SIC Sfantu Gheorghe | 3–0   | CS Uniwersytet Alba Iulia     |                                        |
| 2016/2017 | ASC Sepsi SIC Sfantu Gheorghe | 3–1   | Kluż-Napoka                   |                                        |
| 2017/2018 | ASC Sepsi SIC Sfantu Gheorghe | 3–1   | CS Minicipal Satu Mare        |                                        |
| 2018/2019 | ASC Sepsi SIC Sfantu Gheorghe | 3–2   | CS Minicipal Satu Mare        |                                        |

## Bilans mistrzyń
| Klub                    | Tytuły | Zwycięskie lata                                                                    |
| ----------------------- | ------ | ---------------------------------------------------------------------------------- |
| Uniwersytet Kluż        | 14     | 1953, 1954, 1981, 1982, 1984, 1985, 1986, 1987, 1988, 1989, 1990, 1991, 1992, 1993 |
| CSM Târgoviște          | 12     | 1995, 1996, 2002, 2003, 2004, 2005, 2007, 2009, 2010, 2012, 2014, 2015             |
| ICIM Arad               | 9      | 1994, 1998, 1999, 2000, 2001, 2006, 2008, 2011, 2013                               |
| Rapid Bukareszt         | 9      | 1951, 1952, 1960, 1961, 1962, 1965, 1969, 1972, 1978                               |
| Politechnika Bukareszt  | 8      | 1966, 1967, 1968, 1970, 1971, 1973, 1974, 1980                                     |
| Știinta Bukareszt       | 4      | 1950, 1955, 1963, 1964                                                             |
| Constructorul Bukareszt | 4      | 1956, 1957, 1958, 1959                                                             |
| Sepsi SIC               | 4      | 2016, 2017, 2018, 2019                                                             |
| Sportul Studențesc      | 3      | 1975, 1976, 1977                                                                   |
| Universitatea Oradea    | 1      | 1979                                                                               |
| Voința Bukareszt        | 1      | 1983                                                                               |
| ACRO Bukareszt          | 1      | 1997                                                                               |